# Angelo Mosso
Angelo Mosso, född 31 maj 1846 i Turin, död där 24 november 1910, var en italiensk fysiolog.
Mosso studerade för Jacob Moleschott och i Leipzig för Carl Ludwig samt blev 1876 professor i farmakodynamik i Turin och 1880 professor i fysiologi där. Han gjorde sig bland annat känd som uppfinnare (1884) av den så kallade ergografen ("kraftskrivare"), ett instrument, medelst vilket man kan studera muskelkraft och trötthet (hos människor).
Mosso är också fysiologen som uppfann den första Funktionell magnetresonanstomografi tekniken någonsin. Mosso började med att registrera pulsationen av den mänskliga cortexen hos patienter med skalledefekter efter neurokirurgiska ingrepp: från hans fynd att dessa pulsationer förändras under mental aktivitet, utgick han att under mentala aktiviteter ökar blodflödet till hjärnan. Sedan uppfann Mosso "människans cirkulationsbalans", återupptäckt av Stefano Sandrone och kollegor, att icke-invasivt mäta omfördelningen av blod under emotionell och intellektuell aktivitet även i friska ämnen.
Under de senare åren av sitt liv var Mosso mycket intresserad av alpforskning, och genom hans kraftiga ingripande inrättades på Monte Rosa ett särskilt för denna forskning avsett laboratorium, som efter honom fick sitt namn. Sedan 1882 utgav han tillsammans med Carlo Emery "Archives italiennes de biologie", vilken tidskrift har till uppgift att i utlandet sprida kännedom om i Italien utkommande arbeten av biologiskt innehåll. Mosso valdes 1897 till ledamot av svenska Vetenskapsakademien.